# Рімавска Баня
Рімавска Баня (словац. Rimavská Baňa, угор. Rimabánya) — село, громада в окрузі Рімавська Собота, Банськобистрицький край, Словаччина. Кадастрова площа громади — 26,21 км². Населення — 533 особи (за оцінкою на 31 грудня 2017 р.).

## Історія
Перша згадка 1270 року як Bana. Історичні назви: з 1334-го як Banya, з 1456-го — Rymabanya, з 1596-го — Ryma Banya або Korona Banya, з 1920-го — Rimavská Baňa, угор. Rimabánya.
1828 року село містить 68 будинків і 486 мешканців.

## Географія
Село знаходиться на півдні Словацьких Рудних гір, на схилі та платформі тераси в долині Рімави при впадінні до неї Рімавіци. Висота в центрі села 275 м, територією громади — від 261 до 918 м над рівнем моря.
Найвища точка — гора Сінец (словац. Sinec, 917 м) 48°33′19″ пн. ш. 19°54′52″ сх. д.

## Транспорт
Автошляхи:
- 72 (Cesty I. triedy) Рімавска Собота (I/16) — Брезно (I/66).
- 2776, 2777

Залізнична станція Рімавска Баня на лінії Брезно — Єсенске.

## Населення
| Рік:            | 1994. | 2004.   | 2014.    | 2024.   |
| --------------- | ----- | ------- | -------- | ------- |
| Кількість осіб: | 408   | 440     | 536      | 502     |
| Різниця:        |       | +7,84 % | +21,81 % | -6,34 % |

| Рік:            | 2023. | 2024.   |
| --------------- | ----- | ------- |
| Кількість осіб: | 510   | 502     |
| Різниця:        |       | -1,56 % |